# Književnost u 1704.
◄◄ | ◄ | 1701. | 1702. | 1703. | 1704.  | 1705. | 1706. | 1707. | ► | ►►
Arhitektura • Astronomija • Biologija • Glazba • Kazalište • Kemija • Kiparstvo • Knjige • Književnost • Kršćanstvo • Medicina • Politika • Pravo • Promet • Slikarstvo • Znanost
Književnost u 1704.

## Hrvatska i u Hrvata

### Rođenja
- 17. travnja – Andrija Kačić Miošić, hrvatski pučki pjesnik i fratar († 1760.)

## Vanjske poveznice
|  | Zajednički poslužitelj ima još gradiva o temi Književnost u 1704. |